# 维尼奥勒 (涅夫勒省)
维尼奥勒（法語：Vignol，法語發音：[viɲɔl]）是法国涅夫勒省的一个市镇，属于克拉姆西区。

## 地理
维尼奥勒（47°21'44"N, 3°40'21"E）面积8.97 平方千米，位于法国勃艮第-弗朗什-孔泰大區涅夫勒省，该省份为法国中部省份，北至约讷省，西北接卢瓦雷省，西接谢尔省，南至阿列省，东南接索恩-卢瓦尔省，东临科多尔省。
与维尼奥勒接壤的市镇（或旧市镇、城区）包括：赛济、迪罗勒、弗莱-屈济、梅特莱孔特、蒙索勒孔特、尼阿尔、泰尼。

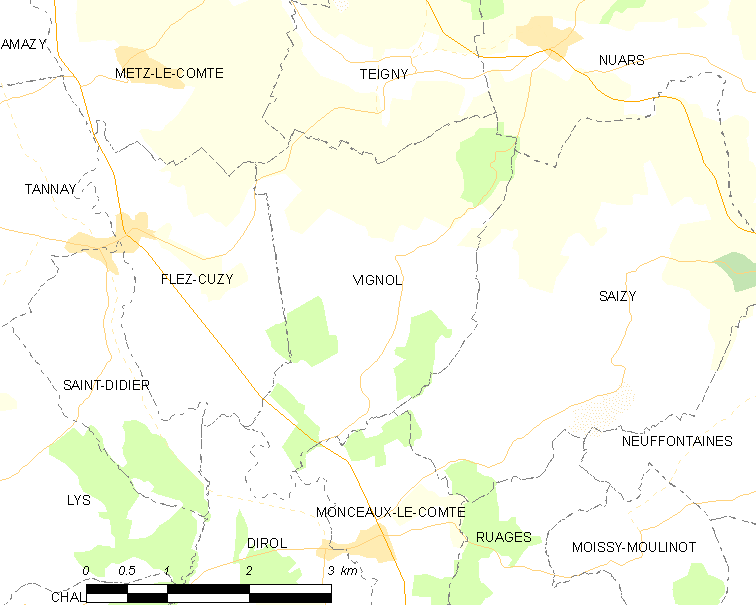
的OSM定位图

维尼奥勒的时区为UTC+01:00、UTC+02:00（夏令时）。

## 行政
维尼奥勒的邮政编码为58190，INSEE市镇编码为58308。

## 政治
维尼奥勒所属的省级选区为克拉姆西县。

## 人口

1962-2008年间人口变化图示

维尼奥勒于2022年1月1日时的人口数量为61人。